# Aldo Marzot
Aldo Marzot (Vicenza, 1904 – Belluno, luglio 1976) è stato un educatore italiano, fondatore dell'Assoraider.

## Percorso scout
Giovanissimo, a 15 anni entra nel Corpo Nazionale dei Giovani Esploratori Italiani (CNGEI). Dotato di forte spirito patriottico e portato al servizio verso il prossimo, percorre il suo cammino scout rapidamente raggiungendo in modo precoce la categoria di esploratore scelto. Lavora molto in branca lupetti (la branca dei più piccoli), passa poi a dirigere un reparto di esploratori (la branca dei pre-adolescenti).

## Pellicano del Cimone
Il suo nome di totem è "Pellicano del Cimone" ad indicarne l'altruismo e l'amore verso gli altri, infatti il pellicano, secondo la leggenda, è l'unico animale che in caso di necessità, quando il cibo scarseggia, si lacera il ventre col becco per cibare i piccoli perché non muoiano di fame e possano continuare la specie. Proprio nella località del Cimone, insieme ai ragazzi della sua pattuglia, egli raccoglie le ossa dei soldati uccisi nella prima guerra mondiale.
Tale Totem gli viene attribuito da Roberto Villetti (Papà Akela), Capo Scout del Cngei, nel corso del primo Campo Scuola del Cngei realizzato all'Alpe di Cainallo nel 1925.

## Lo scioglimento e la seconda guerra mondiale
Tra il 1927 e il 1928 il fascismo scioglie tutte le associazioni scout, il movimento stava per diventare clandestino e i dirigenti scout si riuniscono nelle loro sedi, prima della chiusura, per prestare giuramento, la cui formula viene scritta e pensata proprio da Aldo Marzot. Tagliano la bandiera del gruppo, ognuno ne prende un pezzo con il proposito di ricostruirla appena finito il conflitto. Il periodo in cui lo scautismo è stato bandito viene poi chiamato Giungla Silente. Marzot riceve una medaglia al merito per atti di eroismo nella seconda guerra mondiale. Diviene anche Capitano di Artiglieria Alpina e pilota civile.

## La ripresa
Dopo la guerra, il CNGEI riprese le proprie attività. Marzot si adopera per far risorgere sezioni a Milano, Pavia etc.
Diventa "Cavaliere" e "Collare" dell'Ordine di San Giorgio (massima onorificenza del CNGEI). Particolare attività la svolge per la branca rover (adolescenti) di cui fonda una rivista, "Veglie", e diviene commissario centrale alla branca. Partecipa a quasi tutti i Jamboree (dei campi scout mondiali) e a tutte le conferenze che si svolgono a livello internazionale. Viene nominato Commissario Nazionale nel 1958. Diviene docente alla Scuola Capi ed in Inghilterra (a Gilwell Park) ottiene il Wood Badge. È il primo, in Italia, ad ottenere il titolo di D.C.C. (Deputy Camp Chief) di Gilwell Park, che lo mette in condizione di rilasciare brevetti internazionalmente validi.

## L'idea dell'Assoraider e della quarta branca
Quando dà le dimissioni, sia da Capo Scout che dal CNGEI, comincia a pensare di formare un'associazione che prenda tutti i ragazzi che fuoriuscivano dalle associazioni, in quanto molti di essi vanno persi dopo aver raggiunto l'età massima (o se ne vanno o fanno i capi). Pensa perciò di recuperarli e riunirli in interessi comuni per svolgere attività semiprofessionali. Fonda così nel 1965 l'Assoraider (Associazione Italiana di Scautismo Raider), nella quale operò in qualità di Presidente Capo Scaut fino al giorno della sua morte (Belluno, luglio 1976). Chiede senza successo alle altre associazioni di segnalare i nomi dei ragazzi che ne escono per creare spirito di collaborazione. Marzot cerca di fare uno scautismo adeguato ai tempi, che finisca il suo ciclo ai Raider e non ai Rover. Ecco perché quando si costituisce l'Assoraider si inizia con la Quarta Branca, i Raider, dando importanza alla formazione di Raid (gruppi) quali: protezione civile, fotografia, sub, speleologia, giornalismo, etc. Ben presto si rende conto che, per proiettare il ragazzo verso una visione nuova e moderna dello scautismo, è necessario intervenire nell'età più giovane. Fu così che nel 1968 l'Assoraider costituisce le altre Branche: Lupetti/e, Esploratori/trici, Rovers/Scolte.

## Le sue modifiche al metodo scout
Lo scautismo classico diceva che un bambino non poteva entrare nei Lupetti prima dei 7-8 anni, ma Marzot ritiene che poiché il bambino entra a scuola a 6 anni è pronto a ricevere la metodologia Scout, infatti l'Assoraider riceve bambini dai 6 anni. L'inserimento degli adulti nell'associazione è una naturale prosecuzione della preparazione che viene fin da bambini. Un'altra innovazione è l'inserimento nella Promessa, oltre alle parole "Dio" (da intendere come un Dio qualsiasi), "Patria" e "famiglia", della parola "Umanità" lasciando cadere i confini tra le nazioni. Queste sono le cose fondamentali su cui basa l'associazione fin dalla nascita.
| Controllo di autorità | SBN PBEV010279 |